# Municipio de La Grand
El municipio de La Grand (en inglés: La Grand Township) es un municipio ubicado en el condado de Douglas en el estado estadounidense de Minnesota. En el año 2010 tenía una población de 4210 habitantes y una densidad poblacional de 51,83 personas por km².

## Geografía
El municipio de La Grand se encuentra ubicado en las coordenadas 45°53′35″N 95°27′24″O / 45.89306, -95.45667. Según la Oficina del Censo de los Estados Unidos, el municipio tiene una superficie total de 81.22 km², de la cual 64,49 km² corresponden a tierra firme y (20,61 %) 16,74 km² es agua.

## Demografía
Según el censo de 2010, había 4210 personas residiendo en el municipio de La Grand. La densidad de población era de 51,83 hab./km². De los 4210 habitantes, el municipio de La Grand estaba compuesto por el 98,41 % blancos, el 0,14 % eran afroamericanos, el 0,12 % eran amerindios, el 0,43 % eran asiáticos, el 0,1 % eran de otras razas y el 0,81 % eran de una mezcla de razas. Del total de la población el 0,71 % eran hispanos o latinos de cualquier raza.